# 波多野里望
波多野 里望（はたの りぼう、本名 りぼお、1931年9月6日 - 2008年 3月16日）は、日本の法学者。専門は国際法。学位は、法学博士（東京大学・1959年）。学習院大学名誉教授。正五位瑞宝中綬章。
父方の祖父は出版人の波多野重太郎。母方の祖父は国文学者の畠山健。父はお茶の水女子大学学長を務めた心理学者の波多野完治。母は同じく心理学者の波多野勤子。弟は心理学者の波多野誼余夫。妻は教育者の波多野ミキ。長男は小説家の波多野鷹。同妻は同じく小説家の久美沙織。

## 来歴
東京出身。1939年、小学1年生の時、川端康成選『模範綴方全集』に作文が掲載される。東京開成中学校（現開成高等学校）入学、長野県立諏訪中学校（現長野県諏訪清陵高等学校）卒業、旧制第一高等学校卒業、東京大学法学部卒業。
学習院大学法学部助教授、教授、2002年定年、名誉教授。日本政府代表代理・国連人権小委員会委員、国連拷問被害者救済基金理事、国際法協会理事、世界法学会理事、国際連合学会理事、日本ユニセフ協会理事、財団法人波多野ファミリスクール会長。
国際法の分野で研究・教育に従事する傍ら、外務省や国連の実務にも携わる。日本言語技術教育学会の初代会長を務めた。
母・勤子は、少年時代の里望とやり取りした手紙を『少年期』（1950年）として刊行し、これはベストセラーになった。

## 著書

### 単著
- 『児童の権利条約―逐条解説』（有斐閣, 1994年／改訂版, 2005年）

### 共編著
- （筒井若水）『国際判例研究―領土・国境紛争』（東京大学出版会, 1979年）
- （太寿堂鼎）『ワークブック国際法―質問と解答』（有斐閣, 1980年）
- （小川芳彦）『国際法講義―現状分析と新時代への展望』（有斐閣, 1982年／新版, 1993年／新版増補, 1998年）
- （東寿太郎）『国際判例研究―国家責任』（三省堂, 1990年）
- （尾﨑重義）『国際司法裁判所―判決と意見（1-3）』（国際書院, 1996年-2007年）